# Eugen Prym
Eugen Prym (* 15. Dezember 1843 in Düren; † 6. Mai 1913 in Bonn) war ein deutscher Orientalist und Hochschullehrer für arabische und aramäische Sprachen.

## Leben und Wirken
Der Sohn des Dürener Tuchfabrikanten Richard Prym (1814–1894) und der Ernestine Schoeller, eine Nichte von Leopold Schoeller, sowie Bruder des Mathematikers Friedrich Prym, absolvierte im Jahr 1862 sein Abitur am Stiftischen Gymnasium Düren. Anschließend studierte er Vergleichende Sprachwissenschaften und Orientalische Sprachen an den Universitäten in Berlin, Leipzig und Bonn. Mit einer Dissertation de enuntiationibus relativis semiticis bei Johann Gildemeister an der Universität Bonn schloss Prym 1868 sein Studium ab.
Nach einem kurzen Studienaufenthalt in Oxford, London und Paris unternahm Prym mit dem Orientalisten Albert Socin eine 18-monatige Studienreise nach Ägypten und Syrien. Ziel waren linguistische Forschungen vor allem auf dem Gebiet moderner Dialekte. Auf dieser Reise lernten sie in Damaskus einen aus dem Tur-Abdin stammenden jakobitischen Christen kennen, welcher ihnen in mündlicher Form eine große Sammlung an Volksliteratur, Gedichten, Erzählungen und Liedern in neuaramäischer und kurdischer Sprache vermittelte. Diese Sammlung wurde später für beide Wissenschaftler zur Grundlage für ihre gemeinsam erstellten mehrbändigen und angesehenen Publikationen, deren ersten zwei Bände 1881 in Göttingen veröffentlicht wurden und denen zwei weitere Bände zwischen 1887 und 1890 in St. Petersburg folgten, jeweils mit Unterstützung der zuständigen Akademien. Auch die unmittelbar nach seiner Studienreise verfasste Habilitationsarbeit Pryms im Jahre 1870 in Bonn nahm Bezug auf Inhalte dieser umfangreichen Sammlung.
Eugen Prym blieb nun für den Rest seines Arbeitslebens in Bonn, wurde 1875 zum außerordentlichen und 1890 zum ordentlichen Professor ernannt. Dabei lehnte er einen zwischenzeitlichen Ruf an die Universität Tübingen ab. Neben seinem Lehrauftrag für semitische Sprachen gab Prym auch Vorlesungen in Sanskrit und Persisch. Darüber hinaus gehörte er einem Gremium mehrerer angesehener europäischer Orientalisten unter Leitung von Michael Jan de Goeje an, die zwischen 1879 und 1901 in Leiden eine Neufassung des Gesamtwerkes der Annalen des At-Tabarī erstellten. Prym zeichnete hierbei verantwortlich für die letzten 1460 Seiten der ersten Serie. Schließlich veranlasste er im Jahr 1907, dass die umfangreiche Bibliothek seines Freundes und Bonner Kollegen Theodor Aufrecht, die Prym nach dessen Tod zunächst zugedacht gewesen war, der Bonner Universität als Schenkung zukommen sollte.
Plötzlich und unerwartet verstarb Eugen Prym am 6. Mai 1913 und hinterließ seine Frau Anna, geb. Krabler (1842–1928) sowie sechs Söhne und zwei Töchter.

## Werke (Auswahl)
- Eugen Prym, Albert Socin: Der neuaramäische Dialekt des Tûr Ȧbdín; 2 Bände, Vandenhoeck & Ruprecht, Göttingen, 1881.
- Eugen Prym, Albert Socin: Kurdische Sammlungen, Erzählungen und Lieder in den Dialekten des Tûr Ȧbdín  und von Bohtan; 2 Bände, St. Petersburg, 1887–1890.